# Гало (Кјети)
Гало (итал. Gallo) је насеље у Италији у округу Кјети, региону Абруцо.
Према процени из 2011. у насељу је живело 20 становника. Насеље се налази на надморској висини од 400 м.